# 니키타 홉킨스
니키타 홉킨스(Nikita Hopkins, 1990년 5월 15일 ~ )는 미국의 배우, 텔레비전 배우, 성우이다.
발렌시아에서 태어났다.

## 방송
- 곰돌이 푸 - 6가지 소중한 마음

## 영화
- 곰돌이 푸의 히파럼프 할로윈 무비 (2005년)
- 곰돌이 푸 - 히파럼프 무비 (2005년)
- 피글렛 빅무비 (2003년)
- 미키의 환상의 크리스마스 (2001년)
- 곰돌이 푸 - 6가지 소중한 마음 (2001년)
- 곰돌이 푸 - 티거 무비 (2000년)